# 페터 노글리
페터 노글리(독일어: Peter Nogly, 1947년 1월 14일, 슐레스비히-홀슈타인 주 트라베뮌데 ~)는 독일의 전직 축구 선수이자 감독이다.

## 클럽 경력
그의 서독 1부 리그 출전 경기 횟수 320번이며, 모두 함부르크 유니폼을 입고 달성했다. 그는 북미 축구 리그의 에드먼턴 드릴러스와 탬퍼 베이 라우디스 무대를 누볐다. 그는 1981년과 1982년의 주요 선수 선수단의 1세대 선수이기도 했고, 1983년에서도 득점해 준우승에 일조했다. 노글리는 1983년 국내 축구 리그에서도 득점해 탬퍼 베이가 5-4로 이기는 데 힘을 보탰다.

## 국가대표팀 경력
노글리는 1977년에 서독 국가대표팀 경기에 4번 출전했다. 그는 서독 국가대표팀의 유로 1976 명단에 이름을 올렸지만, 출전하지 않았다.

## 수상
함부르크
- 분데스리가: 1978–79
- DFB-포칼
  - 우승: 1975–76
  - 준우승: 1973–74
- 유러피언 컵위너스컵: 1976–77
- 유러피언컵 준우승: 1979–80

탬퍼 베이 라우디스
- 실내 축구, 북미 축구 리그: 1982–83

서독
- 유럽 선수권 대회 준우승: 1976

개인
- NASL 전군 1군: 1981, 1982
- 북미 축구 리그 올해의 선수단 1군: 1981, 1982